# Jorge Antunes
Jorge Antunes (* 23. April 1942 in Rio de Janeiro) ist ein brasilianischer Komponist der Neuen Musik.
An der Universidade Federal do Rio de Janeiro studierte Jorge Antunes Geige, Komposition und Dirigieren.
Er  war der erste zeitgenössische brasilianische Musiker, der ab 1961 konsequent die Möglichkeiten der elektronischen Musik einsetzte. Diese Musik wurde als Música Cromofônica bezeichnet. Seit 1973 ist er Professor an der Universidade de Brasília. Am 14. Oktober 2006 wurde seine Oper „Olga“ am Theatro Municipal in São Paulo uraufgeführt. Mit einem Libretto von Gerson Valle zeigt die Oper das Leben der Olga Benario-Prestes.